# Porter (Washington)
Porter az Amerikai Egyesült Államok északnyugati részén, Washington állam Grays Harbor megyéjében elhelyezkedő statisztikai település, 2010 előtt Malone–Porter része. A 2010. évi népszámlálási adatok alapján 475 lakosa van.
Porter postahivatala 1889 és 1970 között működött. A település névadója Fairchild Porter.

## Fordítás
- Ez a szócikk részben vagy egészben  a   Porter, Washington című angol Wikipédia-szócikk ezen változatának fordításán alapul.  Az eredeti cikk szerkesztőit annak laptörténete sorolja fel. Ez a jelzés csupán a megfogalmazás eredetét és a szerzői jogokat jelzi, nem szolgál a cikkben szereplő információk forrásmegjelöléseként.